# Yuki Honda
Yuki Honda (født 2. januar 1991) er en japansk fodboldspiller, som spiller for den japanske fodboldklub Kyoto Sanga FC.